# Ministério da Economia, da Inovação e do Desenvolvimento (Portugal)
O Ministério da Economia, da Inovação e do Desenvolvimento (MEID) foi o departamento do Governo de Portugal, responsável pela gestão dos assuntos respeitantes à economia portuguesa, especialmente nos setores da indústria, energia, comércio, turismo e serviços. O único ministro da Economia, da Inovação e do Desenvolvimento foi José António Vieira da Silva no XVIII Governo Constitucional liderado por José Sócrates, de 26 de outubro de 2009 a 21 de junho de 2011.

## Organização
O ministério era dirigido pelo ministro da Economia, da Inovação e do Desenvolvimento, coadjuvado por três secretários de estado, e inclui:
- Ministro da Economia, da Inovação e do Desenvolvimento
  - Organismos sob tutela direta do ministro:
    - Entidade Reguladora dos Serviços Energéticos
    - Direcção-Geral de Energia e Geologia
    - Comissão de Planeamento Energético de Emergência

  - Organismos com várias tutelas:
    - Direcção-Geral das Actividades Económicas;
    - Gabinete de Gestão do Programa de Incentivos à Modernização da Economia
    - Direcção Regional de Economia do Norte
    - Direcção Regional de Economia do Centro
    - Direcção Regional de Economia de Lisboa
    - Direcção Regional de Economia do Alentejo
    - Direcção Regional de Economia do Algarve

  - Secretário de Estado Adjunto, da Indústria e da Inovação
    - Instituto de Apoio às Pequenas e Médias Empresas e ao Investimento
    - Agência para o Investimento e Comércio Externo de Portugal
    - Instituto Português da Qualidade
    - Laboratório Nacional de Energia e Geologia
    - Autoridade da Concorrência
    - Comissão de Avaliação e Acompanhamento de Projectos de Interesse Nacional
    - Gabinete de Estratégias e Estudos
    - Comissão Permanente de Contrapartidas
    - Gabinete de Gestão do Programa de Incentivos à Modernização da Economia

  - Secretário de Estado do Comércio, Serviços e Defesa do Consumidor
    - Secretaria-Geral do Ministério da Economia, da Inovação e do Desenvolvimento
    - Direcção-Geral do Consumidor
    - Autoridade de Segurança Alimentar e Económica
    - Conselho Nacional de Defesa do Consumidor
    - Comissão de Aplicação de Coimas em Matéria Económica e de Publicidade
    - Comissão de Segurança de Serviços e Bens de Consumo

  - Secretário de Estado do Turismo
    - Turismo de Portugal

## História
O primeiro ministério vocacionado, especificamente, para a gestão dos assuntos económicos, em Portugal, foi o Ministério das Obras Públicas, Comércio e Indústria, criado em 1852, por decreto de D. Maria II. A partir da década de 1910 os assuntos relacionados com os vários setores da economia foram, sucessivamente, separados e reunidos em diferentes ministérios:

1852 - Criação do Ministério das Obras Públicas, Comércio e Indústria (MOPCI), responsável pelos setores do comércio, indústria e agricultura, além das obras públicas, transportes e comunicações;

1910 - Na sequência do golpe republicano de 5 de outubro, o MOPCI passa a designar-se Ministério do Fomento, mantendo as mesmas competências;

1917 - O Ministério do Fomento passa a designar-se Ministério do Comércio. O setor da agricultura passa para a tutela do Ministério do Trabalho e Previdência Social;

1918 - O Ministério do Comércio passa a Ministério do Comércio e Comunicações. É criado o Ministério da Agricultura;

1932 - Criação do Ministério do Comércio, Indústria e Agricultura a partir da fusão dos ministérios do Comércio e Comunicações e da Agricultura;

1933 - Criação do Ministério do Comércio e Indústria e do Ministério da Agricultura a partir da divisão do anterior Ministério do Comércio, Indústria e Agricultura;

1940 - Criação do Ministério da Economia a partir da fusão dos ministérios do Comércio e Indústria e da Agricultura;

1958 - São criadas a Secretaria de Estado do Comércio, a Secretaria de Estado da Indústria e a Secretaria de Estado da Agricultura, integradas no Ministério da Economia;

1974 (março) - A 15 de março, é publicado um decreto-lei que cria o Ministério da Agricultura e Comércio e o Ministério da Indústria e Energia por subdivisão do Ministério da Economia. Em virtude da revolução ocorrida no mês seguinte, este decreto-lei tem poucos efeitos práticos; 

1974 (maio) - Na sequência da revolução do 25 de abril, o Ministério da Economia funde-se com o Ministério das Finanças, dando origem ao Ministério da Coordenação Económica;

1974 (junho) - O Ministério da Coordenação Económica é, novamente, subdividido no Ministério da Economia e no Ministério das Finanças. Com a extinção do Ministério da Marinha, o setor das pescas passa para a tutela do Ministério da Economia;

1975 - Criação do Ministério do Comércio Externo, do Ministério do Comércio Interno, do Ministério da Agricultura e Pescas e do Ministério da Indústria e Tecnologia a partir da divisão do anterior Ministério da Economia;

1976 - Os ministérios do Comércio Interno e do Comércio Externo fundem-se no Ministério do Comércio e Turismo;

1979 - O Ministério da Indústria e Tecnologia é transformado no Ministério da Indústria;

1980 - O Ministério da Indústria passa a designar-se Ministério da Indústria e Energia;

1981 - Os ministérios do Comércio e Turismo e da Agricultura e Pescas fundem-se no Ministério da Agricultura, Comércio e Pescas;

1983 - O Ministério da Agricultura, Comércio e Pescas, divide-se, dando origem ao Ministério do Comércio e Turismo e ao Ministério da Agricultura, Florestas e Alimentação. O setor das pescas passa para o novo Ministério do Mar;

1995 - Restauração do  Ministério da Economia a partir da fusão do ministérios do Comércio e Turismo e da Indústria e Energia;

2004 - Criação do Ministério das Actividades Económicas e do Trabalho a partir da fusão do setor do trabalho do anterior Ministério da Segurança Social e do Trabalho com o Ministério da Economia. É criado o Ministério do Turismo;

2005 - Criação do Ministério da Economia e da Inovação (MEI) a partir da fusão dos setores económicos do Ministério das Actividades Económicas e do Trabalho com o Ministério do Turismo.

2009 - O MEI passa a designar-se Ministério da Economia, da Inovação e do Desenvolvimento.
2011 - A estrtutura do MEID é integrada no novo Ministério da Economia e Emprego.
2013 - A estrutura do MEID volta a normalidade, mas com a tutela das Obras Públicas, Transportes e Comunicações.